# Meg White
Megan Martha White (Grosse Pointe Farms, Wayne megye, Michigan, 1974. december 10. –) amerikai zenész, aki a The White Stripes dobosa volt. Zenei karrierje 1997-ben kezdődött, amikor Jack White dobfelszerelésén játszott. Jack elhatározta, hogy együttest alapít vele, és két hónappal később már együtt játszottak.
Legfőbb zenei hatásának Bob Dylant jelölte meg. Önmagát "nagyon szégyenlősnek" nevezi.
Az Icky Thump album turnéja során akut idegesség tört ki rajta, emiatt eltörölték a turnét. Pár nyilvános megjelenés után a zenekar 2011 februárjában bejelentette, hogy feloszlik. White azóta nem szerepel a zeneiparban.

## Élete
Megan Martha White Detroit Grosse Pointe Farms nevű külvárosában született, Catherine és Walter Hackett White Jr. gyermekeként. Van egy lánytestvére, Heather. A Grosse Pointe North High Schoolban tanult, ahol egyik osztálytársa megállapította, hogy Meg "mindig a csöndes, egyértelműen művészi típus volt, aki mindig megtartott mindent magának". A középiskolában elhatározta, hogy nem folytatja a tanulmányait, helyette szakács lesz. A Memphis Smoke nevű étteremben vállalt munkát, itt ismerkedett meg Jack Gillis-szel. Gyakran jártak kávézóba és helyi lemezboltokba. 1996. szeptember 21.-én házasodtak össze.

## Magánélete
1996-tól 2000-ig Jack White volt a férje. 2009-ben házasodott össze Jackson Smith gitárossal, Patti Smith és Fred "Sonic" Smith fiával. 2013 júliusában elváltak.
Nagyon ritkán ad interjúkat, és védi a magánéletét, hasonló módon, mint kedvenc előadója, Bob Dylan. A Rolling Stone magazinnak 2005-ben ezt mondta: "minél többet beszélsz, annál kevésbé figyelnek az emberek". Detroitban élt.